# Oligonychus intermedius
Oligonychus intermedius är en spindeldjursart som beskrevs av Meyer 1964. Oligonychus intermedius ingår i släktet Oligonychus och familjen Tetranychidae. Inga underarter finns listade i Catalogue of Life.